# Cục Chính trị (Quân đội nhân dân Việt Nam)
Cục Chính trị là cơ quan đảm nhiệm công tác đảng, công tác chính trị trong Quân đội nhân dân Việt Nam, Cục Chính trị là cơ quan được biên chế, tổ chức thuộc các Quân khu từ năm 1957, sau đó biên chế, tổ chức ở cấp Quân chủng, Tổng cục, Quân đoàn, Binh chủng và tương đương.

## Chức năng
Cục Chính trị có chức năng giúp Đảng ủy và Bộ Tư lệnh hoặc thủ trưởng cấp mình quản lý công tác đảng, công tác chính trị, đồng thời là cơ quan nghiệp vụ cấp trên của phòng (ban) chính trị đơn vị cấp dưới trực thuộc. Hoạt động dưới sự lãnh đạo trực tiếp của đảng ủy, sự chỉ đạo, hướng dẫn của chính ủy cùng cấp và sự chỉ đạo, hướng dẫn của Tổng cục Chính trị. Căn cứ sự chỉ đạo, hướng dẫn của Tổng cục Chính trị; nghị quyết của đảng ủy cấp mình và sự chỉ đạo, hướng dẫn của chính ủy, mệnh lệnh của người chỉ huy cùng cấp, cục chính trị đề xuất để đảng ủy quyết định nội dung, biện pháp hoạt động công tác đảng, công tác chính trị trong đơn vị; trực tiếp tổ chức thực hiện những nội dung thuộc cấp mình và chỉ đạo, hướng dẫn, kiểm tra cấp dưới thực hiện

## Nhiệm vụ chung
- Chủ trì, phối hợp với các cơ quan chức năng, các cấp, các ngành giáo dục, bồi dưỡng chủ nghĩa Mác - Lênin, tư tưởng Hồ Chí Minh, đường lối, chủ trương của Đảng, chính sách, pháp luật của Nhà nước, truyền thống của Đảng, dân tộc, Quân đội, nhiệm vụ của đơn vị để mọi cán bộ, chiến sĩ, quân nhân chuyên nghiệp, công nhân và viên chức quốc phòng luôn luôn có bản lĩnh chính trị vững vàng, trung thành tuyệt đối với Đảng, với Tổ quốc và nhân dân, kiên định mục tiêu độc lập dân tộc và chủ nghĩa xã hội, có tinh thần cảnh giác cách mạng, ý thức tổ chức kỷ luật tự giác, nghiêm minh, phẩm chất đạo đức, lối sống trung thực, lành mạnh. Giáo dục, động viên cán bộ, chiến sĩ, quân nhân chuyên nghiệp, công nhân và viên chức quốc phòng, người lao động ra sức học tập nắm vững khoa học kỹ thuật quân sự, nghiệp vụ chuyên môn, sử dụng và quản lý tốt các phương tiện, trang bị, cơ sở vật chất kỹ thuật, không ngừng nâng cao năng lực tổ chức hành động, sẵn sàng nhận và hoàn thành mọi nhiệm vụ.[4]
- Chỉ đạo, hướng dẫn xây dựng đảng bộ, chi bộ trong sạch, vững mạnh, chấp hành nghiêm nguyên tắc tập trung dân chủ; giữ vững đoàn kết thống nhất trong tổ chức đảng, bảo đảm sự lãnh đạo "tuyệt đối, trực tiếp về mọi mặt" của Đảng đối với Quân đội. Xây dựng đội ngũ cán bộ có chất lượng cao, số lượng và cơ cấu phù hợp, đáp ứng yêu cầu, nhiệm vụ trước mắt và lâu dài của Quân đội. Đề xuất về tổ chức, biên chế cơ quan chính trị, cán bộ chính trị cấp mình và trong toàn đơn vị.[4]
- Chỉ đạo, hướng dẫn các đơn vị chủ động và kiên quyết đấu tranh với các thế lực thù địch, bảo đảm Quân đội luôn trong sạch, vững mạnh về chính trị, tư tưởng và tổ chức, làm nòng cốt cùng với toàn dân bảo vệ vững chắc độc lập, chủ quyền, thống nhất, toàn vẹn lãnh thổ, bảo vệ an ninh chính trị, trật tự, an toàn xã hội, bảo vệ Đảng, Nhà nước, nhân dân và chế độ xã hội chủ nghĩa, bảo vệ sự nghiệp đổi mới và lợi ích quốc gia, dân tộc.[4]
- Phối hợp với cấp ủy, chính quyền và các đoàn thể ở địa phương tuyên truyền, vận động nhân dân thực hiện nghĩa vụ bảo vệ Tổ quốc, xây dựng nền quốc phòng toàn dân, xây dựng Quân đội nhân dân, Dân quân tự vệ, hậu phương chiến lược, thực hiện chính sách hậu phương quân đội; giáo dục, động viên cán bộ, chiến sĩ, quân nhân chuyên nghiệp, công nhân và viên chức quốc phòng, người lao động tham gia thực hiện các chương trình phát triển kinh tế, văn hóa - xã hội, xây dựng cơ sở chính trị ở địa phương vững mạnh. Tiến hành công tác tuyên truyền đặc biệt.[4]
- Nghiên cứu, đề xuất với cấp trên về chế độ, chính sách có liên quan đến Quân đội nhân dân, Dân quân tự vệ, hậu phương quân đội và hướng dẫn, tổ chức thực hiện các chế độ, chính sách hiện hành đối với Quân đội, Dân quân tự vệ và hậu phương quân đội bảo đảm dân chủ, công khai, công bằng.[4]
- Chỉ đạo, hướng dẫn xây dựng các tổ chức quần chúng và hội đồng quân nhân ở cơ sở vững mạnh, hoạt động đúng chức năng, nhiệm vụ; thực hiện quy chế dân chủ; chăm lo đời sống vật chất, tinh thần của bộ đội.[4]
- Chỉ đạo và tham gia nghiên cứu phát triển khoa học xã hội nhân văn quân sự, lý luận công tác đảng, công tác chính trị trong Quân đội nhân dân, Dân quân tự vệ và Ban Cơ yếu Chính phủ; quản lý và sử dụng kinh phí, vật tư, phương tiện công tác đảng, công tác chính trị. Xây dựng cơ quan chính trị vững mạnh toàn diện.[4]

## Nhiệm vụ cụ thể
- Cục Chính trị ở cấp Quân khu, Quân chủng, Bộ đội Biên phòng, Cảnh sát biển, Tổng cục, Quân đoàn, Binh chủng, Bộ Tổng Tham mưu, Tổng cục Chính trị, Học viện Quốc phòng, Bộ Tư lệnh Thủ đô Hà Nội và đơn vị tương đương hoạt động dưới sự lãnh đạo trực tiếp của đảng ủy, sự chỉ đạo, hướng dẫn của chính ủy cùng cấp và sự chỉ đạo, hướng dẫn của Tổng cục Chính trị. Căn cứ sự chỉ đạo, hướng dẫn của Tổng cục Chính trị; nghị quyết của đảng ủy cấp mình và sự chỉ đạo, hướng dẫn của chính ủy, mệnh lệnh của người chỉ huy cùng cấp, cục chính trị đề xuất để đảng ủy quyết định nội dung, biện pháp hoạt động công tác đảng, công tác chính trị trong đơn vị; trực tiếp tổ chức thực hiện những nội dung thuộc cấp mình và chỉ đạo, hướng dẫn, kiểm tra cấp dưới thực hiện[4]
- Cục Chính trị thuộc Quân khu, Cục Chính trị thuộc Bộ đội Biên phòng còn có trách nhiệm phối hợp với các cấp ủy địa phương để chỉ đạo công tác đảng, công tác chính trị trong lực lượng bộ đội địa phương, dân quân tự vệ, dự bị động viên và trong bộ đội biên phòng tỉnh, thành phố trong công tác quân sự, quốc phòng địa phương; phối hợp với các ban của cấp ủy địa phương để chỉ đạo, hướng dẫn, kiểm tra thực hiện các mặt công tác trên. Cục chính trị các quân chủng, Tổng cục Hậu cần, Tổng cục Kỹ thuật, Tổng cục Công nghiệp quốc phòng, Tổng cục Tình báo và binh chủng còn có nhiệm vụ nghiên cứu, đề xuất với Tổng cục Chính trị về công tác đảng, công tác chính trị thuộc chuyên ngành quân, binh chủng mình và phối hợp với cơ quan chính trị các đơn vị trực thuộc Bộ chỉ đạo, hướng dẫn, kiểm tra việc thực hiện ở các đơn vị thuộc chuyên ngành mình trong toàn quân theo sự ủy nhiệm của Tổng cục Chính trị[4]
- Cục Chính trị-Tổ chức thuộc Ban Cơ yếu Chính phủ còn có trách nhiệm nghiên cứu, đề xuất với Tổng cục Chính trị các mặt hoạt động công tác đảng, công tác chính trị liên quan đến lực lượng cơ yếu; phối hợp với cơ quan chính trị các đơn vị trực thuộc Bộ Quốc phòng và cơ quan chức năng của các ban, bộ, ngành Trung ương, địa phương để chỉ đạo, hướng dẫn, kiểm tra việc thực hiện các mặt hoạt động đó theo sự ủy nhiệm của Tổng cục Chính trị.[4]

## Tổ chức chung

### Tổ chức Đảng
Từ năm 2006 thực hiện chế độ Chính ủy, Chính trị viên trong Quân đội. Tổ chức Đảng bộ như sau:
- Đảng bộ Quân khu, Quân đoàn và tương đương là cao nhất.
- Đảng bộ Cục Chính trị thuộc Đảng bộ Quân khu, Quân đoàn và tương đương
- Đảng bộ các đơn vị trực thuộc Cục Chính trị (tương đương cấp Tiểu đoàn và Trung đoàn)
- Chi bộ các cơ quan đơn vị trực thuộc các đơn vị cơ sở (tương đương cấp Đại đội)

Ban Thường vụ của Cục Chính trị gồmː
- Bí thư Đảng ủy Cục Chính trịː Thường là một Phó Chủ nhiệm Chính trị đảm nhiệm
- Phó Bí thư Đảng ủy Cục Chính trịː Thường là Chủ nhiệm Chính trị đảm nhiệm.
- Ủy viên Thường vụ Cục Chính trịː Thường là các Phó Chủ nhiệm Chính trị còn lại.

### Tổ chức chính quyền

#### Lãnh đạo chỉ huy
- Chủ nhiệm Chính trịː 01 người. Trần quân hàm Đại tá hoặc Thiếu tướng
- Phó Chủ nhiệm Chính trị là Bí thư Đảng ủy Cục Chính trịː 01 người. Trần quân hàm Đại tá hoặc Thiếu tướng.
- Phó Chủ nhiệm Chính trịː từ 2 người. Trần quân hàm Đại tá.

#### Các cơ quan chức năng
1. Phòng Kế hoạch Tổng hợp
2. Phòng Tuyên huấn
3. Phòng Cán bộ
4. Phòng Tổ chức
5. Phòng Dân vận
6. Phòng Bảo vệ An ninh
7. Phòng Chính sách
8. Tòa án Quân sự
9. Viện Kiểm sát Quân sự
10. Phòng công tác quần chúng
11. Ban Lịch sử
12. Ban Phụ nữ
13. Ban Công đoàn
14. Ban Tài chính
15. Ban Chính trị

#### Các đơn vị cơ sở
1. Bảo tàng
2. Báo chí
3. Đoàn Nghệ thuật
4. Đoàn An điều dưỡng
5. Thư viện
6. Trung tâm
7. Xưởng In

## Hệ thống cơ quan chính trị
- Tổng cục Chính trị thuộc Bộ Quốc phòng
- Cục Chính trị thuộc Bộ Tổng Tham mưu, Tổng cục Chính trị các Quân khu, Quân chủng, Tổng cục, Bộ đội Biên phòng, Cảnh sát biển, Học viện Quốc phòng, Bộ Tư lệnh Thủ đô Hà Nội, Quân đoàn, Binh chủng và tương đương.
- Phòng Chính trị thuộc các Sư đoàn, Lữ đoàn, Vùng Cảnh sát biển, Bộ CHQS tỉnh, thành phố trực thuộc TW, Bộ CHBP tỉnh, thành phố trực thuộc TW và tương đương.
- Ban Chính trị thuộc các Trung đoàn, Ban chỉ huy quân sự quận, huyện, thị xã và tương đương.

## Tổ chức cụ thể

### Cục Chính trị thuộc Quân khu
- Cục Chính trị Quân khu 1
- Cục Chính trị Quân khu 2
- Cục Chính trị Quân khu 3
- Cục Chính trị Quân khu 4
- Cục Chính trị Quân khu 5
- Cục Chính trị Quân khu 7
- Cục Chính trị Quân khu 9
- Cục Chính trị Bộ Tư lệnh Thủ đô Hà Nội

### Cục Chính trị thuộc Quân chủng
- Cục Chính trị Quân chủng Hải quân
- Cục Chính trị Quân chủng Phòng không-Không quân
- Cục Chính trị Bộ đội Biên phòng
- Cục Chính trị Cảnh sát biển

### Cục Chính trị thuộc Tổng cục
- Cục Chính trị Tổng cục Kỹ thuật
- Cục Chính trị Tổng cục Hậu cần
- Cục Chính trị Tổng cục Tình báo
- Cục Chính trị Tổng cục Công nghiệp Quốc phòng

### Cục Chính trị thuộc Quân đoàn
- Cục Chính trị Quân đoàn 1
- Cục Chính trị Quân đoàn 2
- Cục Chính trị Quân đoàn 3
- Cục Chính trị Quân đoàn 4

### Cục Chính trị thuộc Binh chủng
- Cục Chính trị Binh chủng Pháo binh
- Cục Chính trị Binh chủng Đặc công
- Cục Chính trị Binh chủng Công binh
- Cục Chính trị Binh chủng Hóa học
- Cục Chính trị Binh chủng Tăng Thiết giáp
- Cục Chính trị Binh chủng Thông tin liên lạc

### Các đơn vị khác
- Cục Chính trị Bộ Tổng Tham mưu
- Cục Chính trị, Tổng cục Chính trị
- Cục Chính trị, Học viện Quốc phòng
- Cục Chính trị-Tổ chức, Ban Cơ yếu Chính phủ